# Speocera apo
Speocera apo är en spindelart som beskrevs av Christa L. Deeleman-Reinhold 1995. Speocera apo ingår i släktet Speocera och familjen Ochyroceratidae.
Artens utbredningsområde är Filippinerna. Inga underarter finns listade i Catalogue of Life.